# Мертвий для мене
«Мертвий для мене» (англ. Dead to Me) — американський драмедійний телесеріал, створений Ліз Фельдман, прем'єра якого відбулася 3 травня 2019 року на Netflix. Головні ролі в серіалі виконують Крістіна Епплгейт, Лінда Карделліні, Джеймс Марсден.
Шоу здобуло позитивні відгуки критиків. Виконавиця головної ролі Крістіна Епплгейт висувалася на премію «Золотий глобус» та «Еммі». У червні 2019 року серіал продовжений на другий сезон, прем'єра якого відбулася 8 травня 2020 року. 6 липня серіал продовжений на третій (фінальний) сезон, який вийшов 17 листопада 2022 року.

## Сюжет
Рієлторка Джен (Крістіна Епплгейт), удова із двома дітьми, незадоволена результатами розслідування загибелі чоловіка в ДТП, тому вирішує розібратися сама. У групі підтримки людей, які зазнали втрати, вона зустрічає художницю та працівницю будинку для літніх людей Джуді (Лінда Карделліні), з якої заводить дружбу. Проте обидві жінки виявляюся не зовсім тими, за кого себе видають.

## Акторський склад

### Основний склад
- Крістіна Епплгейт — Джен Гардінг, рієлторка
- Лінда Карделліні — Джуді Гейл, нова подружка Джен
- Джеймс Марсден — Стів Вуд (1 сезон), адвокат / Бен Вуд (2 сезон), брат-близнюк Стіва
- Макс Дженкінс — Крістофер Дойл, друг і партнер Джен по бізнесу
- Сем Маккарті — Чарлі, старший син Джен
- Люк Росслер — Генрі, молодший син Джен

### Другорядний склад
- Діана-Марія Ріва — Ана Перес, детектив поліції
- Брендон Скотт — Нік Прейгер, офіцер поліції
- Валері Махаффей — Лорна Гардінг, свекруха Джен
- Наталі Моралес — Мішель (2 сезон), колишня подруга Перес
- Едвард Аснер — Ейб Ріфкін (1 сезон), мешканець будинку літніх людей
- Сюзі Накамура — Карен, сусідка Джен
- Кеонг Сім — пастор Вейн, керівник групи підтримки
- Тельма Гопкінс — Йоланда, учасниця групи підтримки
- Седі Стенді — Паркер, подружка Чарлі, яка заробляє в інстаграмі
- Гейлі Сімс — Кейлі, помічниця Стіва
- Лілі Найт — Лінда, учасниця групи підтримки
- Блер Бікен — Венді, учасниця групи підтримки
- Едвард Форд'ем мол. — Кайл, учасник групи підтримки
- Челсі Спек — Гейді, подружка Стіва, працівниця художньої галереї

## Список епізодів
| Сезон   | Епізоди | Епізоди | Оригінальний випуск | Оригінальний випуск |
| ------- | ------- | ------- | ------------------- | ------------------- |
| Сезон 1 | 10      | 10      | 3 травня 2019       | 3 травня 2019       |
| Сезон 2 | 10      | 10      | 8 травня 2020       | 8 травня 2020       |
| Сезон 3 | 10      | 10      | 17 листопада 2022   | 17 листопада 2022   |